# スパイダーマンの映画作品
スパイダーマンは、スタン・リーとスティーヴ・ディッコによって生み出されたコミックブックのスーパーヒーローであり、マーベル・コミックの出版物に登場する架空のキャラクターであるが、複数の劇場用およびテレビ用映画のメインキャラクターとして登場している。
ピーター・パーカー／スパイダーマン役として、ニコラス・ハモンドが1977年のテレビ映画『スパイダーマン』から演じ、その後2回演じている。1978年には、東映がテレビシリーズ『スパイダーマン』のスピンオフ作品『スパイダーマン』(1978年)を劇場公開し、テレビシリーズと同じく香山浩介が山城拓也／スパイダーマン役を演じた。ソニー・ピクチャーズ エンタテインメントが1999年までに、このキャラクターの映画化権を獲得、2014年までに、主演トビー・マグワイア、監督サム・ライミの「スパイダーマン」三部作（2002年–2007年）と、主演アンドリュー・ガーフィールド、監督マーク・ウェブの「アメイジング・スパイダーマン」（2012年、2014年）の2つの映画シリーズを製作した。
2015年2月、ディズニー、マーベル・スタジオ、ソニーの3社は、スパイダーマンの映画化権を共有する契約を結び、新たなイテレーションのスパイダーマンが登場し、マーベル・シネマティック・ユニバースに組み込まれることになった。この契約により、ソニー・ピクチャーズが引き続きスパイダーマンの単独映画の所有、資金調達、配給、そして最終的なクリエイティブ・コントロールを行い、ウォルト・ディズニー・スタジオ・モーション・ピクチャーズが他の出演作品を配給することになった。トム・ホランドがこのバージョンのスパイダーマンを演じ、『シビル・ウォー/キャプテン・アメリカ』（2016年）から『スパイダーマン:ファー・フロム・ホーム』（2019年）まで5本の映画に出演している。2019年9月、ディズニーとソニーは、ホランド版があと2回以上、別の単独作品『スパイダーマン:ノー・ウェイ・ホーム』（2021年）と、別のチームアップ作品に出演することを新たに合意した。
スパイダーマンのアニメーション映画の計画は、2015年4月にソニーから正式に発表され、最終的にはソニー・ピクチャーズ アニメーションから『スパイダーマン:スパイダーバース』（2018年）が公開された。本作ではシャメイク・ムーアがマイルズ・モラレス／スパイダーマンの声を担当しており、その他にも様々なバージョンのピーター・パーカーや多元宇宙の別バージョンのスパイダーマンも登場する。続編やスピンオフ作品の制作も予定されている。
スパイダーマンの映画は全般的に高い評価を得ている。全世界での興行収入は63億ドルを超え、『ファー・フロム・ホーム』（2019年）は、スパイダーマン映画として初めて全世界で10億ドルを超える興行収入を記録し、ソニーの歴代最高の興行収入を記録した。また、『スパイダーバース』（2018年）は、アカデミー長編アニメ賞を受賞した。
ソニー・ピクチャーズ エンタテインメントは、自社で製作したスパイダーマンと関連キャラクターの実写映画作品を「スパイダーマン・ユニバース・オブ・キャラクター（Spider-Man Universe of Characters）」と呼称している。

## 初期のテレビ映画

### 「アメイジング・スパイダーマン」シリーズ（1977–81年）
| 作品                                                             | 公開日        | 監督             | 脚本             | 製作                                                       |
| ---------------------------------------------------------------- | ------------- | ---------------- | ---------------- | ---------------------------------------------------------- |
| スパイダーマン Spider-man                                        | 1977年9月14日 | E. W. Swackhamer | Alvin Boretz     | Charles W. Fries, Daniel R. Goodman and Edward J. Montagne |
| スパイダーマン プルトニウムを追え Spider-Man Strikes Back        | 1978年5月8日  | Ron Statlof      | Robert Janes     | Robert Janes                                               |
| スパイダーマン ドラゴンの挑戦 Spider-Man: The Dragon's Challenge | 1981年5月9日  | Ron Statlof      | Lionel E. Siegel | Lionel E. Siegel                                           |

#### 『スパイダーマン』（1977年）
1977年、テレビシリーズ『アメイジング・スパイダーマン』のパイロット・エピソードが、コロンビア・ピクチャーズによって『スパイダーマン』としてアメリカ国外で公開された。監督はE・W・スワックハマー、脚本はアルビン・ボレッツで、主人公をニコラス・ハモンド、J・ジョナ・ジェイムソンをデヴィッド・ホワイト、メイ・パーカーをジェフ・ドネルが演じた。この作品は1977年9月14日にCBSで初放送され、1980年にはVHSで公開された。現在、日本で見れるスパイダーマンの1番目の作品である。ヤフオク等のネットオークションでビデオテープで入手できる。

#### 『スパイダーマン プルトニウムを追え』（1978年）
1978年、テレビシリーズ『アメイジング・スパイダーマン』の2部構成のエピソード「Deadly Dust」が再編集され、長編映画『スパイダーマン プルトニウムを追え』としてアメリカ国外で公開された。ニコラス・ハモンドがピーター・パーカー／スパイダーマン役を再演し、デビッド・ホワイトに代わってロバート・F・サイモンがJ・ジョナ・ジェイムソン役を演じている。この映画は1978年5月8日に劇場公開された。

#### 『スパイダーマン ドラゴンの挑戦』（1981年）
1981年、テレビシリーズ『アメイジング・スパイダーマン』のフィナーレ「チャイニーズ・ウェブ」を、『スパイダーマン プルトニウムを追え』と同じ手法で映画化したものが、「スパイダーマン ドラゴンの挑戦」としてヨーロッパ地域で公開された。ニコラス・ハモンドとロバート・F・サイモンがそれぞれピーター・パーカー／スパイダーマンとJ・ジョナ・ジェイムソン役で再登場。監督はロン・サトロフ、脚本はロバート・ジェインズが担当。その他、ロザリンド・チャオ、ベンソン・フォン、エレン・ブライなどが出演した。

## 日本の映画
| 作品           | 公開日        | 監督     | 脚本   | 原作     | 製作   |
| -------------- | ------------- | -------- | ------ | -------- | ------ |
| スパイダーマン | 1978年7月22日 | 竹本弘一 | 高久進 | 八手三郎 | 吉川進 |

### 『スパイダーマン』（1978年）
1978年7月22日、東映は「東映まんがまつり」で、テレビシリーズ『スパイダーマン』のスピンオフ作品を劇場公開した。監督はテレビシリーズの8話を担当した竹本弘一。映画公開の翌週には、映画に登場した間宮十三がテレビシリーズのエピソードに登場した。2009年には、他のシリーズと同様に、マーベルの公式サイトでストリーミング配信された。

## 開発
1977年、テレビドラマ『The Amazing Spider-Man』のパイロット・エピソードがアメリカ合衆国以外ではコロンビア ピクチャーズによりフィーチャー映画『スパイダーマン』が公開された（日本では『溶解人間』との2本立てで1978年8月19日公開）。1978年、テレビシリーズを再編集したものが『スパイダーマン プルトニウムを追え』（Spider-Man Strikes Back）の題でアメリカ合衆国以外でフィーチャー映画として公開された。1979年、同様にして『スパイダーマン ドラゴンの挑戦』（Spider-Man: The Dragon's Challenge）が公開された。1983年に『スーパーマンIII/電子の要塞』の興行成績が期待はずれに終わると、コミック業界が繁栄しているにもかかわらず、ハリウッドはコミックの映画化に消極的となった。

### キャノン・フィルムズ
1985年、ロジャー・コーマンが持っていた『スパイダーマン』の短期間の契約オプションが切れると、マーベル・コミックはキャノン・フィルムズと契約を交わした。キャノンの社長のメナヘム・ゴーランと彼の従兄弟のヨーラム・グローバスはマーベルコミックに5年間で22万5000ドルと映画の収益の一部を支払うことで合意した。1990年4月までに映画が製作されない場合、権利はマーベルに戻ることになっていた。
まず『スペースインベーダー』と『悪魔のいけにえ2』を制作準備中であったトビー・フーパーへ監督の話が持ちかけられた。ゴーランとグローバスはキャラクターのコンセプトを勘違いしており（ジョセフ・ジトーによると「彼らは狼男のようなものだと思い込んでいた」）、その勘違いを反映した草案をレスリー・スティーヴンスが執筆した。スティーヴンスのストーリーは、企業の科学者が写真家のピーター・パーカーに故意に放射線を浴びせ、毛むくじゃらで腕が8本あるタランチュラ人間となる内容であった。
マーベルのスタン・リーはコミックからの設定変更に不満を持ち、新しい脚本をテッド・ニューサムとジョン・ブランカトーが執筆した。この脚本ではピーター・パーカーは大学生で、オットー・オクタビアスがその先生である。だがサイクロトロンの事故によりスパイダーマンが「作り」出され、またオクタビアスもドクター・オクトパスとなり、第5の力を証明しようと狂気を起こしてしまう。オクトパスはサイクロトロンを再起動し、電磁異常、反重力の影響、ニューヨークと世界をのみ込む恐れがあるバイロケーションを引き起こそうとする。監督はトビー・フーパーに代わり、キャノンの映画『地獄のコマンド』を成功させたジョセフ・ジトーが務めることとなった。ジトーは脚本書き直しのためにバーニー・コーエンを雇った。コーエンはアクションシーンを追加し、オクトパスには「Okey-dokey」というキャッチフレーズを与え、彼の目的を第5の力から反重力の研究に変更した。プロデューサーのゴーランも「ジョセフ・グッドマン」名義でコーエンが書き直した脚本に小さな要素を加えた。ジトーはアメリカ合衆国とヨーロッパの両方でロケ地とスタジオを探し、ハーパー・ゴフによりストーリーボードが監修された。キャノンは当時としてはかなり高額となる1500万ドルから2000万ドルの製作費を予定した。
キャスティングは確定していなかったが、ジトーは俳優でスタントマンでもあるスコット・レヴァに興味を示し、キャノンに彼を使ってプロモーション写真や広告を作った。また当時新規精鋭俳優だったトム・クルーズも主役に興味を示していた。ジトーはまたドクター・オクトパス役にはボブ・ホスキンスを検討した。さらにスタン・リーは『デイリー・ビューグル』編集長のJ・ジョナ・ジェイムソンを自ら演じたいことを明かした。他にローレン・バコールとキャサリン・ヘプバーンがメイおばさん役、ピーター・カッシングがシンビオートの研究者役、アドルフ・シーザーが刑事役に検討されていた 。キャノンは 『スーパーマンIV』と『マスターズ/超空の覇者』の製作費高騰に伴い、『スパイダーマン』の製作費を1000万ドル以下まで減らす提案をした。ジトーは危うくなった『スパイダーマン』を作る気がなくなり、監督を降板した。会社側は低予算でできる脚本に書き直させるためにシェパード・ゴールドマン、ドン・マイケル・ポール、イーサン・ワイリーに依頼し、またアルバート・ピュンも協力した。
スコット・レヴァもキャラクターに関与を続けており、各草案を読んでいた。レヴァは「テッド・ニューサムとジョン・ブランカトーが脚本を書いていた。それは良かったが、もっと小さな作品にする必要があった。残念ながら他の脚本家が書き直すごとにどんどん悪くなっていった」とコメントした。その後キャノンは経営が悪化し、既に150万ドルを費やしていたプロジェクトは中止された。1989年、当時イタリア人投資家のジャンカルロ・パレッティが経営していたパテによりキャノンは買収された。グローバスはパテとも関係を持ち続けたが、ゴーランは去って、『スパイダーマン』を含むいくつかの権利を手にして21世紀フィルム・コーポレーションを立ち上げた。彼はまた、マーベルとの『スパイダーマン』のオプションを1992年1月まで延長した。
ゴーランは低予算用に書き直した脚本を棚上げとし、当初予定されていた大型予算用の脚本、ストーリーボードを使って資金を調達しようとした。1989年5月のカンヌで21世紀フィルムは9月製作開始を発表し、「バーニー・コーエンとテッド・ニューサムとジョン・ブランカトーとジョセフ・グッドマン」による脚本を売り込んだ。ゴーランはこのプリセールスにより、バイアコムにテレビ放送権、 コロンビア ピクチャーズにビデオ販売権を売って資金を集めた。この時点でスティーヴン・ヘレクが監督する話が浮上していた。ゴーランは1989年後半に「新しい」脚本（実際には1985年に書かれていたものだが日付を「1989年」と修正した）をコロンビア映画に提出し、そしてスタジオ側はさらなる書き直しを要求した。ゴーランはフランク・ラロッジアを雇い、その草案を提出したが、彼は21世紀フィルムズに幻滅した。さらにニール・ラッテンバーグが雇われてもう一つの草案を書き、それはコロンビア側のスクリプト・リーダーによって「カバー」された。コロンビアの脚本アナリストは提出された3本を「全て同じストーリー」とみなした。スタジオは仮の製作契約を結んだ。1990年、スタン・リーは「コロンビアは最後には21世紀フィルムから『スパイダーマン』を買ってしまうかもしれない」と述べた。

### カロルコ・ピクチャーズ
21世紀フィルムのメナヘム・ゴーランは『スパイダーマン』の映画化のために活動を続け、元の脚本を入札者に送っていた。1990年にはカナダの視覚効果会社のライト・アンド・モーション・コーポレーションに連絡を取り、ストップモーションで知られるスティーブン・アーチャーにオファーした。
『トゥルーライズ』の撮影が終わりかけていた頃、『バラエティ』はカロルコ・ピクチャーズがジェームズ・キャメロンから完成済みの脚本を受け取ったことを報じた。この脚本には、ジェームズ・キャメロン、ジョン・ブランカトー、テッド・ニューサム、バリー・コーエン、「ジョセフ・ゴールドマリ」の名が記されていた。脚本テキストは前年にゴーランがコロンビアに提出したものと同一であり、新しく1993年付と加えられていた。キャメロンは交流のあるアーノルド・シュワルツェネッガーをドクター・オクトパス役にしようと考えていた。

#### ジェームズ・キャメロンの「スクリプトメント」
数ヶ月後、ジェームズ・キャメロンは以前とは別のストーリーを描いた47ページの「スクリプトメント」（あらすじ以上シナリオ未満の詳細な概要）を提出した。この「スクリプトメント」ではスパイダーマンのオリジンが語られ、コミックのエレクトロとサンドマンがヴィランとして登場する。キャラクターはどちらも原作からアレンジされている。「エレクトロ」は、マックス・ディロンではなくカールトン・ストランドという新たな名前を持ち、電力ではなく情報エネルギーをコントロールする力を持つ。また「サンドマン」はフリント・マルコではなく単にボイドと呼ばれ、ビーチで核爆発に巻き込まれて生まれたのではなく、フィラデルフィア計画のようなバイオロケーションと原子混合実験によって突然変異した設定となった。ストーリーのクライマックスではワールドトレードセンターの頂上で戦い、ピーター・パーカーがメリー・ジェーン・ワトソンに正体を明かす。さらにこのトリートメントでは多くの卑語が含まれ、スパイダーマンとメリー・ジェーンのセックスも描かれた。
1992年4月、カロルコは財政難と法的な問題により『スパイダーマン』の製作を断念した。

#### 訴訟
ジェームズ・キャメロンが『スパイダーマン』の製作に同意した時、カロルコの弁護士は彼の以前の作品である『ターミネーター2』の契約をテンプレートとして利用した。この協定内の条項でキャメロンには映画と広告にクレジットが残る権利が与えられた。ショービジネスの取引記事や広告は未だに映画に取り組んでいたゴーランには言及しなかった。1993年、ゴーランはプロデューサーとしてクレジットされる契約上の保証を否認するため、最終的にカロルコを訴えた。一方でキャメロンはクレジットされる契約上の権利を所有していた。カロルコは放送とホームビデオ権を回復するためにバイアコムとコロンビアを訴え、両スタジオは反訴した。また20世紀フォックスは別の契約下で監督するとしてキャメロンの参加に対して論争を起こした。1996年、カロルコ、21世紀、マーベルは倒産した。
1995年3月28日付でカロルコが権利を放棄し、MGMは21世紀の映画ライブラリーと財産、そして「すべての権利とジェームズ・キャメロン、テッド・ニューサム、ジョン・ブランカトー、メナハム・ゴーラン、ジョン・マイケル・ポール、イーサン・ワイリー、レスリー・スティーヴンス、フランク・ラロッジア、ニール・ラッテンバーグ、バーニー・コーエン、シェパード・ゴールドマンやその他全ての脚本家が執筆した『スパイダーマン』のすべての草案と脚本」を手にした。またMGMはキャノンとマーベル間の最初の契約に不正があったと主張し、21世紀、バイアコム、マーベルコミックを訴えた。1998年、マーベルはトイ・ビズとの合併という再建計画で破産から抜け出した。裁判所はゴーランの最初の契約は有効期限が切れており、マーベルに権利を戻す判決を下したが、問題は完全に解決しなかった。1999年、マーベルはソニー・ピクチャーズ エンタテインメントの子会社のコロンビア ピクチャーズに『スパイダーマン』の権利を許可した。MGMはキャノン、21世紀、カロルコを通じて『スパイダーマン』の権利を有していると主張し、その合法性に異議を唱えた。

### コロンビア ピクチャーズ
訴訟問題が起こっている頃にMGM/UAの重役のジョン・キャリーがコロンビア ピクチャーズに移籍した。『007 サンダーボール作戦』の権利を保持しているケヴィン・マクローリーは、『ネバーセイ・ネバーアゲイン』に続く独自の『007』映画の製作を持ちかけ、キャリーはコロンビアが取得した「マクローリーの要素」を基にした別の『007』シリーズを製作すると発表した。
両スタジオは独自の長期的な財務の安定性と計画をアンダーカットできたライバルのプロジェクトに直面していた。当時のコロンビアは人気シリーズを有しておらず、1989年以来、『スパイダーマン』を求めていた。一方でMGM/UAの唯一の看板シリーズはジェームズ・ボンド映画であり、別の『007』シリーズの登場に危機感を持っていた。このように二社は、二本の映画化権を巡って摩擦を引き起こしていた。
1999年3月、両スタジオは友好的な取引を行った。コロンビアは新しい『007』シリーズを製作する権利を放棄し、それと引き換えにMGMは『スパイダーマン』を放棄したのである。2000年にコロンビアはこれまでに書かれた全ての脚本の権利を獲得したが、オプション権を「キャメロンのもの」だけに行使した。

#### ソニー・ピクチャーズ
10年以上に及ぶ試行の末、『スパイダーマン』の制作・企画が本格化。コロンビアは制作権を手にしたソニー・ピクチャーズ エンタテインメントの主要な映画製作部門として配給することとなった。ローラ・ジスキンは2011年に亡くなるまでプロデューサーを務めた。
ソニーはコミックファンであるサム・ライミを監督に据え、2002年に『スパイダーマン』、2004年に『スパイダーマン2』、2007年に『スパイダーマン3』が製作された。ピーター・パーカー/スパイダーマンをトビー・マグワイアが演じ、キルスティン・ダンスト演じるメリー・ジェーン・ワトソン（MJ）との恋愛模様を主軸に、スパイダーマンとなったピーターがグリーン・ゴブリン（ウィレム・デフォー）、ドクター・オクトパス（アルフレッド・モリーナ）、ニューゴブリン（ジェームズ・フランコ）、サンドマン（トーマス・ヘイデン・チャーチ）、ヴェノム（トファー・グレイス）らと対決する。ライミの三部作は総製作費5億9700万ドルに対し、全世界で25億ドルを売り上げた。
2007年7月、アヴィ・アラッドはヴェノムのスピンオフ作品を企画していることを明かした。スタジオはヤコブ・アーロン・エステスに脚本の執筆を依頼したが、翌年にそれを拒否した。2008年9月、ポール・ワーニックとレット・リースが脚本契約を交わした。またスタン・リーがカメオ出演契約を交わした。後にリースは2つの脚本を執筆しており、スタジオは後に書き上げた方を押していたことを明かした。2009年、『スパイダーマン4』の草案を書き直したゲイリー・ロスが『ヴェノム』の脚本書き直し及び監督に抜擢され、ヴェノムをスーパーヴィランというよりアンチヒーローにする方向性で進められた。ロスは『ハンガー・ゲーム』を監督するために企画を降板し、ソニーは『クロニクル』のジョシュ・トランクと交渉した。2012年6月、『アメイジング・スパイダーマン』のプロデューサーのマシュー・トルマックは彼の友人でプロデューサーのアヴィ・アラッドに次のプロジェクトのヴェノムの映画について話し、『アベンジャーズ』のシェアード・ユニバースのようなものを構築することを提案した。なお、ヴェノムの主役作品は2016年に企画が復活し、2018年公開となった。詳細は『ヴェノム』を参照。
2008年、監督のライミ、マグワイア、ダンストら他キャストも続投の方針で『スパイダーマン4』の企画が始まった。4作目と5作目の両方が計画され、2本同時に撮影するという考えも並行して検討された。しかし、2009年3月にライミは当時4作目のみが企画中で、5作目と6作目はそれぞれ続編となることを明かした。2008年初めにソニーが1作の脚本を書いたデヴィッド・コープと接触したと報じられた後、同年10月にジェームズ・ヴァンダービルトが雇用された。その後劇作家のデヴィッド・リンゼイ＝アベアーが脚本を書き直し、さらに2009年10月にゲイリー・ロスが再度書き直した。ソニーはまた『スパイダーマン5』と『スパイダーマン6』の脚本を書かせるためにヴァンダービルトを雇った。
2008年頃、ライミはカート・コナーズ博士がリザードに変身するのを描くことに関心を示し、コナーズを演じたディラン・ベイカーとプロデューサーのグラント・カーティスもそのアイディアに熱心であった。ライミはまた、これまでカメオ出演だったブルース・キャンベルにより大きな役割を与えることについて話し合った。2009年12月、ジョン・マルコヴィッチがヴァルチャー役で交渉中であり、またアン・ハサウェイがフェリシア・ハーディを演じるが、コミックのようにブラックキャットには変身しないことが報じられた。その代わりにライミのフェリシアはヴァルチャレスという新キャラクターになると報じられた。しかしながら数年後、ライミはもしも『スパイダーマン4』が実現していたらハサウェイはブラックキャットになっていたと発言した。
2010年1月、ソニー・ピクチャーズはライミがプロジェクトから撤退し、『スパイダーマン4』を中止することを発表した。その背景には2011年5月6日公開を目指すソニーとライミの意見の相違があり、またライミは「『スパイダーマン3』には全然納得がいかなかったから、『スパイダーマン4』を作って、シリーズ最高傑作にしたかった」、「でも僕が脚本を完成することができなかったから、僕自身の責任だよ」と述べた。また、ライミは様々な脚本家によって4度にわたって書き直された脚本に不満を持っていたと報じられている。

##### リブート
ソニーは『スパイダーマン4』の中止と同時にリブートを発表し、マーク・ウェブが新たに監督に就任。アンドリュー・ガーフィールドをピーター・パーカー/スパイダーマン役に抜擢し、エマ・ストーン演じるグウェン・ステイシーをヒロインとした。
『アメイジング・スパイダーマン』は2012年7月3日に3DとIMAX 3Dで公開され、高校時代のピーター・パーカーが能力を手に入れる物語に焦点が当てられる。ソニーはジェームズ・ヴァンダービルトが脚本を執筆し、マーク・ウェブに監督させることを明かした。『エンターテインメント・ウィークリー』はヴァンダービルトの脚本をクリストファー・ノーランが『バットマン』シリーズをリブートさせた『バットマン ビギンズ』のようなトーンだと報じた。キャストはアンドリュー・ガーフィールドがスパイダーマン、エマ・ストーンがグウェン・ステイシー、リス・エヴァンスがカート・コナーズ博士に決まった。マーチャンダイジング権は、2011年に映画自体への完全な参加と引きかえにソニーからディズニー・コンシュマー・プロダクツに売却された。
2010年12月、『アメイジング・スパイダーマン』は想定されている新シリーズの1作目になる予定であることをエマ・ストーンが明かした。コロンビア ピクチャーズは2011年3月に『アメイジング・スパイダーマン』の続編の脚本執筆のためにジェームズ・ヴァンダービルトと契約したが、2012年4月、ソニーは書き直しのために新たにアレックス・カーツマン、ロベルト・オーチー、ジェフ・ピンクナーと契約した。『アメイジング・スパイダーマン』公開まで約1年に迫った2011年8月、ソニーは続編を2014年5月2日に公開することを発表した。アンドリュー・ガーフィールドも続編への参加意欲を示した。2012年9月14日、ガーフィールドとマーク・ウェブの続投が発表された。また3作目の企画も報じられた。前シリーズに出演したJ・K・シモンズがJ・ジョナ・ジェイムソン役への復帰を表明した。2010年10月10日、シェイリーン・ウッドリーがメリー・ジェーン・ワトソン役にオファーされていることが報じられた。ウッドリーはこの話を認め、2作目では小さな役割、3作目では大きな役割となると明かした。しかしながら2013年6月19日、メリー・ジェーンの場面はカットされて続編へと移り、ガーフィールドとストーンのキャラクターの関係に焦点が当てられることとなった。2012年11月1日、ジェイミー・フォックスがエレクトロ役に交渉されていると報じられ、後に彼が演じることが決定した。2012年11月16日、2作目にハリー・オズボーンが登場することが報じられ、12月3日、ウェブはその役にデイン・デハーンを選んだことを明かした。2013年2月、ポール・ジアマッティがライノ、クリス・クーパーがノーマン・オズボーンを演じることが発表された。
2013年6月、ソニー・ピクチャーズは次の2本のスパイダーマンの映画の公開予定日を組んだことを発表した。第3作は2016年6月10日、第4作は2018年5月4日に公開される予定だった。ポール・ジアマッティはライノが3作目でも登場することを明かした。同年11月、ソニー・ピクチャーズ エンタテインメント幹部のマイケル・リントンは「我々にはスパイダーマンの周りに大きな世界を作り上げる野心がある。作品のスクリプトがいくつかある」とアナリストに語った。アンドリュー・ガーフィールドは自身の契約は3本分であり、4作目に関しては不明であることを明かした。
2014年2月、ソニーはマーク・ウェブが『アメイジング・スパイダーマン』の3作目も続投することを発表した。2014年3月、ウェブは4作目の映画は監督しないつもりだが、シリーズのコンサルタントとして残留する意向を明らかにした。2014年7月11日、2作目の脚本と製作総指揮を担当したロベルト・オーチーはIGNに、自身がスタートレックの3作目に取り組んでいるために『アメイジング・スパイダーマン』の3作目には関わっていないことを語った。同じく2作目の脚本と製作総指揮を担当したアレックス・カーツマンはインタビューで、3作目はまだ製作が続いており、ブラックキャットの映画になる可能性もあると明かした。2014年7月23日、ソニー・ピクチャーズは『アメイジング・スパイダーマン3』が2018年に延期されたと発表した。2015年2月にマーベル・スタジオとの新しいシリーズが発表され、この続編は打ち切りとなった。
2013年12月12日、ソニーはヴァイライルサイト『Electro Arrives』を通したプレスリリースで企画中の2本の映画について発表した。1本はアレックス・カーツマン、ロベルト・オーチー、エド・ソロモン脚本によるヴェノムのスピンオフ（カーツマンが監督予定）、もう1本はドリュー・ゴダードが脚本を執筆したヴィランチームのシニスター・シックスの映画でゴダードが監督就任を視野に入れていた。ハンナ・ミンゲラとリチャード・オコナーはスタジオでこれらの映画の企画と製作を監査する予定だった。
2014年4月、ゴダードがシニスター・シックスの映画を監督することと、2つのスピンオフが『アメイジング・スパイダーマン』の4作目の前に公開されることが発表された。どちらのスピンオフにもスパイダーマンの登場が示唆された。同月下旬、トルマックとアラッドは、シニスター・シックスが贖罪の話になることを明らかにし、映画のラインナップが原作とは異なっていく可能性を示した。2014年7月23日、ソニー・ピクチャーズはシニスター・シックスの映画を2016年11月11日に公開することを発表した。2014年8月までに、ソニーは2017年に女性を主役としたスピンオフ映画を公開することを目標にリサ・ジョイに脚本を依頼し、またヴェノムのスピンオフの仮題を『Venom: Carnage』とした。
2015年2月、ソニーとマーベル・スタジオは『スパイダーマン』のキャラクターをマーベル・シネマティック・ユニバースにシェアすることを発表（次項にて詳述）。『アメイジング・スパイダーマン』のシリーズに属するシニスター・シックス、ヴェノム、女性を主役としたスピンオフの作品らに関しては、一度は「依然として前進している」としたが、マーベル・スタジオの社長ケヴィン・ファイギはこれらの映画に関与しておらず、結果としてシニスター・シックスの映画は『アメイジング・スパイダーマン2』の業績が振るわなかったことで中止となり、2015年11月までに他のスピンオフ作品も同様に中止となった。

## サム・ライミ作品（2002 - 07年）

サム・ライミシリーズロゴ

| 作品                         | 公開日        | 監督         | 脚本                                                       | 原案                                                       | 製作                                                     |
| ---------------------------- | ------------- | ------------ | ---------------------------------------------------------- | ---------------------------------------------------------- | -------------------------------------------------------- |
| スパイダーマン Spider-Man    | 2002年5月3日  | サム・ライミ | デヴィッド・コープ                                         | デヴィッド・コープ                                         | ローラ・ジスキン、イアン・ブライス                       |
| スパイダーマン2 Spider-Man 2 | 2004年6月30日 | サム・ライミ | アルヴィン・サージェント                                   | アルフレッド・ゴフ、マイルズ・ミラー、マイケル・シェイボン | ローラ・ジスキン、アヴィ・アラッド                       |
| スパイダーマン3 Spider-Man 3 | 2007年5月4日  | サム・ライミ | サム・ライミ、アイヴァン・ライミ、アルヴィン・サージェント | サム・ライミ、アイヴァン・ライミ                           | ローラ・ジスキン、アヴィ・アラッド、グラント・カーティス |

### 『スパイダーマン』（2002年）
ピーター・パーカーは人気者である隣の家の少女のメリー・ジェーン・ワトソン（MJ）に恋する孤独な高校生である。彼は科学の授業で見学に赴いた際、遺伝子操作された「スーパースパイダー」に噛まれ、その結果、壁に張り付き、糸を出し、肉体も強化されるなど超人的な力を得る。ベンおじさん（クリフ・ロバートソン）が殺された後、ピーターは自分が彼を救えたのではないのかと考え、ニューヨークの街を守るために力を使うことを決意、「スパイダーマン」として自警活動を始める。一方でピーターの親友のハリー・オズボーン（ジェームズ・フランコ）の父で実業家のノーマン・オズボーンは実験によって作り上げた身体能力増強薬の副作用により誕生した凶悪な別人格に意識を支配されてしまい、軍事用のスーツを身に纏って「グリーン・ゴブリン」となって街を恐怖に陥れる。ピーターはスパイダーマンとなってゴブリンと対決し、またMJに気持ちを伝えようとする。

### 『スパイダーマン2』（2004年）
前作から2年後。ピーターはスーパーヒーローとしての活動と私生活のバランスを取るのに苦労し、MJとは疎遠となり、ハリーはスパイダーマンを父の仇と思い込んでいた。二重生活の疲労からパワーを失いかけていたピーターであったが、そんな中でも4本のロボットアームの凶悪な人工知能に精神を支配されてしまったマッドサイエンティストのオットー・オクタビアスこと「ドクター・オクトパス」との対決を迫られる。

### 『スパイダーマン3』（2007年）
前作から数ヵ月後。スパイダーマンとしてスポットライトを浴びるピーターはスーパーヒーロー活動と恋人のMJとの生活をこなしていた。そんな中、ハリーは父のグリーン・ゴブリンを継ぐ「ニュー・ゴブリン」となってスパイダーマンへの復讐を開始する。新しく『デイリー・ビューグル』紙のカメラマンとなったエディ・ブロックはスパイダーマンを陥れようと企む。脱獄囚のフリント・マルコは粒子加速器の中に落下し、怪人「サンドマン」となって病弱の娘を救うために強盗を始める。後にマルコがベンおじさんの死に関わった者の1人であると知り、地球外生命体の影響で黒いスーツを身に纏ったピーターは彼への復讐心を強める。やがて生命体はピーターを離れ、彼に逆恨みするエディを新たな宿主として「ヴェノム」となる。

## マーク・ウェブ作品（2012 - 14年）

マーク・ウェブシリーズのロゴ

| 作品                                                    | 公開日       | 監督           | 脚本                                                                           | 原案                                                                                       | 製作                                                   |
| ------------------------------------------------------- | ------------ | -------------- | ------------------------------------------------------------------------------ | ------------------------------------------------------------------------------------------ | ------------------------------------------------------ |
| アメイジング・ スパイダーマン The Amazing Spider-Man    | 2012年7月3日 | マーク・ウェブ | ジェームズ・ヴァンダービルト、アルヴィン・サージェント、スティーヴ・クローヴス | ジェームズ・ヴァンダービルト                                                               | ローラ・ジスキン、アヴィ・アラッド、マット・トルマック |
| アメイジング・ スパイダーマン2 The Amazing Spider-Man 2 | 2014年5月2日 | マーク・ウェブ | アレックス・カーツマン、ロベルト・オルシ、ジェフ・ピンクナー                   | アレックス・カーツマン、ロベルト・オーシ、ジェフ・ピンクナー、ジェームズ・ヴァンダービルト | アヴィ・アラッド、マット・トルマック                   |

### 『アメイジング・スパイダーマン』（2012年）
高校生のピーター・パーカーは、父親の死の真相を探るため父親の研究者仲間であったカート・コナーズ博士に近づこうと身分を偽ってオズコープ社での公開実習に参加。しかしそこで遺伝子組み替えされたクモに噛まれて超人的な力を得ることとなり、ベンおじさんの死を経てスパイダーマンとして活動を始める。クラスメイトのグウェン・ステイシーと交際を始めたピーターは、やがて博士とも親密になり父親の遺品に隠されていた研究レポートを博士に渡す。博士はそれを元に薬品を完成させるが、上司から圧力をかけられた事で自ら人体実験を行い、失敗した結果、凶悪なトカゲの怪物「リザード」となってしまう。リザードはトカゲの生態が人類の進化形であるとして街に薬品を拡散しようと企む。

### 『アメイジング・スパイダーマン2』（2014年）
スパイダーマンとしての活動を続けていたピーターの前に幼馴染のハリー・オズボーンが現れる。不治の病に犯されていたハリーはピーターを通してスパイダーマンに血液を利用した治療への協力を要請するも、危険性が高い事を理由に拒否され、無茶な治療を試みた挙句「グリーン・ゴブリン」となり、上司から押し付けられた残業中の事故により「エレクトロ」に変身した電気技師マックス ・ディロンとともにスパイダーマンを仇として抹殺を目論む。

## ジョン・ワッツ作品（2017年 - ）
| 作品                                                             | 公開日         | 監督           | 脚本 | 原案                                                       | 製作                                   |
| ---------------------------------------------------------------- | -------------- | -------------- | --- | ---------------------------------------------------------- | -------------------------------------- |
| スパイダーマン: ホーム・カミング Spider-Man: Homecoming          | 2017年7月7日   | ジョン・ワッツ | ジョナサン・ゴールドスタイン、ジョン・フランシス・デイリー、ジョン・ワッツ、クリストファー・フォード、クリス・マッケナ、エリック・ソマーズ | ジョナサン・ゴールドスタイン、ジョン・フランシス・デイリー | ケヴィン・ファイギ、エイミー・パスカル |
| スパイダーマン: ファー・フロム・ホーム Spider-Man: Far From Home | 2019年7月2日   | ジョン・ワッツ | クリス・マッケンナ、エリック・ソマーズ | クリス・マッケンナ、エリック・ソマーズ                     | ケヴィン・ファイギ、エイミー・パスカル |
| スパイダーマン: ノー・ウェイ・ホーム Spider-Man: No Way Home     | 2021年12月17日 | ジョン・ワッツ | クリス・マッケンナ、エリック・ソマーズ | クリス・マッケンナ、エリック・ソマーズ                     | ケヴィン・ファイギ、エイミー・パスカル |

ソニーの1998年の契約は、すべてのスパイダーマン映画（スパイダーマンに関連する900のキャラクターを含む）をカバーしており、ソニーが少なくとも5.75年に一度、スパイダーマン映画の新作を発表することを条件に、永続的に使用できる。一方でスパイダーマン・シリーズをマーベル・シネマティック・ユニバース（MCU）の映画と何らかの形でリンクさせようという計画があったこともアヴィ・アラッドが認めている。2012年公開の『アメジング・スパイダーマン』に登場するオズコープ社の建物を、同じ2012年公開の『アベンジャーズ』に登場させようとしたが、社屋のデザインが『アベンジャーズ』のポストプロダクションに間に合わず、この計画は流れた。
2014年12月、ソニー・ピクチャーズ・エンタテインメントへのハッキング事件を経て、ソニーとマーベルが、ソニーに映画の権利を残したままスパイダーマンを2016年のマーベル・シネマティック・ユニバース（MCU）の映画『シビル・ウォー/キャプテン・アメリカ』に登場させようと議論していたことが明らかになった。ただその後、スタジオ間の交渉は決裂し、ソニーはサム・ライミを新しい3部作の監督に戻すことも考えていた。
しかし2015年2月9日、ソニーはマーベル・スタジオとのパートナーシップを締結し、スパイダーマンをMCU作品として再リブートすることを実際に発表。マーベル・スタジオの社長ケヴィン・ファイギとソニーのエイミー・パスカルの共同製作によるMCUかつソニーの映画に登場予定とした。ソニーはスパイダーマンの映画の権利を継続する。ファイギは、遅くとも2014年10月から、スパイダーマンをMCUに加えようとマーベルが努力していたことを語った。さらにファイギは同年6月、最初のソニーとの契約ではキャラクターがMCUのテレビシリーズのいずれにも登場させることが許可されなかったことを明らかにした。2016年11月、トム・ホランドが3本のスパイダーマン映画と3本のソロ映画への出演を契約したことが明らかになった。
ホランドは『シビル・ウォー/キャプテン・アメリカ』でピーター・パーカー/スパイダーマン役としてゲスト出演を果たすと、2017年6月、MCU単独作品1作目となった『スパイダーマン:ホームカミング』公開に際し、ホランド、ファイギ、ジョン・ワッツ監督は『アイアンマン2』（2010年）でトニー・スターク/アイアンマン（ロバート・ダウニー・Jr）が無人機から救ったアイアンマンのマスクを付けた子供が幼い頃のピーター・パーカーだったとし、キャラクターをMCUへと導いた。『ホームカミング』では、エイドリアン・トゥームス/バルチャー（マイケル・キートン）との対決を通して、メンターとなったアイアンマンとの関係性が描かれた。その後、『アベンジャーズ/インフィニティ・ウォー』（2018年）、『アベンジャーズ/エンドゲーム』（2019年）ではアベンジャーズの一員として活躍。単独続編の『スパイダーマン:ファー・フロム・ホーム』（2019年）は、MCUの「フェーズ3」及び「インフィニティ・サーガ」のラストを飾る作品として公開され、アイアンマン亡き後の後継者を巡るクエンティン・ベック/ミステリオ（ジェイク・ジレンホール）との対決や、本名をミシェル・ジョーンズと改めたヒロイン・MJ（ゼンデイア・コールマン）との恋愛模様が描かれた。
2019年8月21日、ディズニーとソニーの間でスパイダーマンの権利を巡る契約交渉が決裂していたことが判明し、これによりホランドが演じるスパイダーマンがMCUから離脱することになると報じられた。このニュースによって、ファンの間ではスパイダーマンをMCUに留めるよう希望する署名運動が行われるなどしたが、9月10日にソニー・ピクチャーズのアンソニー・ヴィンシクエラが「現時点で交渉の扉は閉ざされた」と語り、ファイギやホランドもMCU離脱を認めるような発言をしたことから、スパイダーマンの離脱は決定的なものとなった。
その後、ソニーは自社で製作していた2018年公開の『ヴェノム』を中心とした、ソニー独自のスパイダーマン・ユニバースの展開を計画していることが報じられた。しかしその報道を受けて、4本のMCU作品を監督したアンソニー＆ジョー・ルッソ兄弟は「ソニーがファイギのように上手くできると思っているのなら、それは劇的な間違いだ」と発言。ホークアイを演じたジェレミー・レナーも「どうかスパイディをマーベルに返してほしい」とSNSで発言するなど、波紋を呼んだ。
2019年9月28日、ホランド演じるスパイダーマンの単独作品第3作目はマーベル・スタジオとソニーが共同制作となること、2021年7月16日全米公開予定であること（後に同年12月17日公開に延期された）が発表され、それまでの報道や発言からは一転してスパイダーマンのMCU残留が決定した。このことについてファイギは「MCUでのスパイダーマンの旅路が続くこと、そしてその旅路を共にできることに、私をはじめとするマーベル・スタジオ一同、心底興奮しています。真にアイコニックなヒーローとして、世界中であらゆる年齢層の観客に愛されるスパイダーマンはまた、異なるシネマティック・ユニバース間を自由自在に行き来するスーパーパワーを持った唯一のヒーローでもあります。この先ソニーが独自のスパイダーバースを展開していく過程でどんなサプライズが待っているのか、想像もできません」と声明を発表。今後ホランド演じるスパイダーマンは、マーベル・スタジオ制作のMCUとソニー・ピクチャーズ制作の独自のユニバース両方に出演することが明らかになった。また、スパイダーマンの単独作品とは別にもう1本のMCU作品への出演契約も交わされたことも明らかとなった。後にこの一連の騒動の詳細が明らかになり、7月の『ファー・フロム・ホーム』公開時点で既にディズニーとソニーの関係は修復不可能なまでに悪化しており、スパイダーマンのMCU離脱は決定的であったが、この騒動が明るみになりスパイダーマン残留の声が多く聞かれる状況を受け止めたホランド自らがディズニーのボブ・アイガ―CEOとソニー映画部門会長トム・ロスマンに交渉再開を直訴。それによって再度交渉の場が持たれたことが明らかになった。
2021年12月17日、単独3作目の『スパイダーマン:ノー・ウェイ・ホーム』が公開された。
また、エイミー・パスカルは『ノー・ウェイ・ホーム』公開後も、これまでと同様にスパイダーマンの単独映画もマーベル・スタジオと共同で製作していく意向を示している。
なお、前述の事情からディズニーが2019年に開始した定額制動画配信サービスのDisney+ではソニー製作のスパイダーマン映画が配信されない事態が続いていた。しかし、2021年4月にソニーは条件付きでスパイダーマン映画を含む同社作品のディズニー系動画配信サービスでの配信に合意し、2023年4月から最新作を除くスパイダーマンとヴェノムシリーズの全作品をDisney+にて順次配信することになった。日本でもウォルト・ディズニー・ジャパンが2022年6月17日からスパイダーマン映画を含むソニー作品をDisney+にて配信開始することが同月14日に発表された。

### 『シビル・ウォー/キャプテン・アメリカ』（2016年）
特殊なクモに噛まれ超人的な力を得て以降「スパイダーマン」として自警活動を行っていたピーター・パーカーであったが、ソコヴィア協定を巡ってスティーブ・ロジャース/キャプテン・アメリカ（クリス・エヴァンス）と対立していたトニー・スターク/アイアンマンからスカウトされ、空港での戦いに参加する。

### 『スパイダーマン：ホームカミング』（2017年）
空港での戦いを評価されトニーからハイテク・スーツを貰ったものの、依然として地味な自警活動に勤しむに留まらざるを得ない状況に不満を募らせたピーターは、ある日怪しげな武器取引の現場を目撃する。真相を突き止めようと組織のボスであるエイドリアン・トゥームス/バルチャーとの戦いに挑むも未熟が故の独断行動で次々と事態を悪化させ、遂にはトニーにスーツを没収されてしまう。トニーの信頼とスーツを取り戻すため、ピーターはスターク・インタストリーズの輸送機を狙うバルチャーとの最終決戦に挑む。

### 『アベンジャーズ/インフィニティ・ウォー』（2018年）
高校の課外授業中、ニューヨーク市内で戦っていたトニーとスティーヴン・ストレンジ/ドクター・ストレンジ（ベネディクト・カンバーバッチ）の元へ駆けつけ参戦する。一度はトニーから帰宅するよう促されるが、自身の戦う決意を表明して参戦を許可され「アイアン・スパイダー・スーツ」を貰う。宇宙船でのクレバーな活躍が認められて正式にアベンジャーズ加入を果たし、サノスとの決戦に挑む。

### 『アベンジャーズ/エンドゲーム』（2019年）
「指パッチン」により消滅していたが、残されたアベンジャーズの活躍により復活。物語終盤、サノスとの最終決戦に挑むため、ドクター・ストレンジらとともにトニーらの元へ集結する。

### 『スパイダーマン：ファー・フロム・ホーム』（2019年）
ミシェル・ジョーンズ（MJ）に想いを伝えるためヨーロッパへの研修旅行を楽しみたいピーターの前にニック・フューリー（サミュエル・L・ジャクソン）やクエンティン・ベック/ミステリオが現れ、新たな脅威に対峙するためとして協力を要請する。闘いを重ねる中で亡きアイアンマンの後継者という重責に苛まれるピーターは、ミステリオにその責務を託す。しかし、ミステリオはトニーへの私怨からフューリーやピーターを欺いて悪事を働いていたのだった。ミステリオの魔の手がやがてMJらピーターの学友にまで伸び始める中、ピーターはアイアンマンの意志を継ぐ者として立ち上がる。

### 『スパイダーマン：ノー・ウェイ・ホーム』（2021年）
ミステリオの残した映像によりスパイダーマンの正体が全世界に明らかにされ、ピーターの生活に大混乱が生じる。自分自身の人生だけではなくMJやネッド、メイら周囲の人間にも影響を及ぼしている状況に耐えかねたピーターはドクター・ストレンジに助けを求める。忘却術で全世界の人間の記憶から「ピーター・パーカーがスパイダーマンである」という記憶を抹消することを思いついたストレンジは魔術に取り掛かるが、ピーターの様々な要望を受け入れようとした結果魔術に失敗し、異なる世界（マルチバース）からスパイダーマンを知るヴィラン達を呼び寄せてしまう。ストレンジが直ちに彼らを元の世界へ戻そうとする一方、ヴィラン達がそれぞれの世界で後に悲惨な運命を辿ることになると知ったピーターはストレンジと対立し、自ら調合した治療薬を使って彼らから超人的な力を消し去り元の人間の姿に戻してから元の世界に帰すことを画策する。

## 「スパイダーバース」シリーズ（2018年 - ）
| 作品                                                                               | 公開日            | 監督                                                                    | 脚本                                                         | 原案                                                         | 製作 |
| ---------------------------------------------------------------------------------- | ----------------- | ----------------------------------------------------------------------- | ------------------------------------------------------------ | ------------------------------------------------------------ | --- |
| スパイダーマン: スパイダーバース Spider-Man: Into the Spider-Verse                 | 2018年12月14日    | ボブ・ペルシケッティ、ピーター・ラヴゼイ、ロドニー・ロスマン            | フィル・ロード、ロドニー・ロスマン                           | フィル・ロード                                               | アヴィ・アラッド、エイミー・パスカル、フィル・ロード、クリストファー・ミラー、クリスティーナ・スタインバーグ |
| スパイダーマン: アクロス・ザ・スパイダーバース Spider-Man: Across the Spider-Verse | 2023年6月2日      | ホアキン・ドス・サントス、ケンプ・パワーズ、ジャスティン・K・トンプソン | デヴィッド・カラハム、フィル・ロード、クリストファー・ミラー | デヴィッド・カラハム、フィル・ロード、クリストファー・ミラー | アヴィ・アラッド、エイミー・パスカル、フィル・ロード、クリストファー・ミラー、クリスティーナ・スタインバーグ |
| スパイダーマン: ビヨンド・ザ・スパイダーバース Spider-Man: Beyond the Spider-Verse | 2024年3月29日予定 | ホアキン・ドス・サントス、ケンプ・パワーズ、ジャスティン・K・トンプソン |                                                              |                                                              | |

### 『スパイダーマン：スパイダーバース』（2018年）
2015年4月、ソニーはフィル・ロードとクリストファー・ミラーがソニー・ピクチャーズ・アニメーションで開発中のスパイダーマンのアニメーション・コメディの脚本とプロデュースを担当することを発表した。その1年前のメール流出事件で明らかになったように、この二人は以前からソニーにオファーされ、スタジオのアニメーション部門を任されていた。当初は2018年12月21日の公開を予定していたが、ソニーは2017年4月26日、本作を1週間前の2018年12月14日に公開することを発表した。ソニー・ピクチャーズ・アニメーションのクリスティン・ベルソン社長は、CinemaCon 2016において、『Animated Spider-Man』というワーキングタイトルを付けた本作のロゴを発表し、「コンセプト的にもビジュアル的にも、（本作は）スーパーヒーローというジャンルの新境地を開拓するだろう 」と宣言した。2016年6月20日、ハリウッド・リポーターは、ボブ・パーシケッティがアニメーション映画の監督を務めると報じた。2017年1月、ソニーは、マイルズ・モラレスが本作のスパイダーマンとなり、ピーター・ラムジーが共同監督を務めることを発表した。
黒人の少年マイルズ・モラレスは、ある日、特殊なクモに噛まれてスパイダーマンのような力を手に入れてしまう。その直後、地下鉄の奥深くでピーター・パーカー/スパイダーマンの戦闘現場に遭遇、スパイダーマンに能力を見抜かれ仕事を託されるも、目の前でスパイダーマンがアルケマックス社の社長ウィルソン・フィスク/キングピンに殺害されてしまう。スパイダーマンの意志を継ぐべく立ち上がったマイルズの前に、ピーター・B・パーカー/スパイダーマン、グウェン・ステイシー/スパイダーグウェンら異世界から来たスパイダーマンが次々と現れ共闘を誓う。

### 『スパイダー・ハムの災難』（2019年）
『スパイダーマン:スパイダーバース』のプロデューサーであるフィル・ロードとクリストファー・ミラーは、スパイダーハムを主役にした短編アニメーションの開発に興味を示していた。2019年2月18日、ショートフィルム『スパイダー・ハムの災難』は、『スパイダーマン:スパイダーバース』のデジタルリリースとともに、2019年2月26日に公開された。

### 『スパイダーマン：アクロス・ザ・スパイダーバース』（2023年）
2019年11月、ソニーが『スパイダーマン：スパイダーバース』の続編を2022年4月8日に公開すると発表。しかし、2019年新型コロナウイルス感染拡大の影響により、2022年10月7日に改められ、2022年4月には2023年6月2日に再延期(日本は2023年公開予定)されることが発表された。本作の監督はホアキン・ドス・サントス、ケンプ・パワーズ、ジャスティン・K・トンプソン、脚本はデヴィッド・カラハム、フィル・ロード、クリス・ミラーが務める。2021年12月5日、正式なタイトルが『Spider-Man: Across the Spider-Verse」になることと2部構成となることがソニーより正式発表された。

### 『スパイダーマン：ビヨンド・ザ・スパイダーバース』（未定）
2022年4月、ソニーは『スパイダーマン:ビヨンド・ザ・スパイダーバース』を2024年3月29日に公開（日本公開日は未定）すると発表した。しかし、2023年7月から行われている俳優組合のSAG-AFTRAによるストライキの影響でソニー・ピクチャーズ エンタテインメント作品の公開スケジュールが同月に見直されたため、一旦取り下げられた。

## キャストとキャラクター
|                                             | スパイダーマン （1977年） | サム・ライミ作品（2002年–07年）                     | サム・ライミ作品（2002年–07年）                      | サム・ライミ作品（2002年–07年）                                          | マーク・ウェブ作品（2012年–2014年）                         | マーク・ウェブ作品（2012年–2014年）                         | マーベル・シネマティック・ユニバース     | マーベル・シネマティック・ユニバース                  | マーベル・シネマティック・ユニバース   | マーベル・シネマティック・ユニバース             | マーベル・シネマティック・ユニバース         | マーベル・シネマティック・ユニバース | スパイダーマン:スパイダーバース（2018年） |
| スパイダーマン （2002年）                   | スパイダーマン （1977年） | スパイダーマン2 （2004年）                          | スパイダーマン3 （2007年）                           | アメイジング・スパイダーマン （2012年）                                  | アメイジング・スパイダーマン 2 （2014年）                   | シビル・ウォー/キャプテン・アメリカ （2016年）              | スパイダーマン:ホームカミング （2017年） | アベンジャーズ/インフィニティ・ウォー （2018年）      | アベンジャーズ/エンドゲーム （2019年） | スパイダーマン:ファー・フロム・ホーム （2019年） | スパイダーマン:ノー・ウェイ・ホーム (2021年) |                                      | スパイダーマン:スパイダーバース（2018年） |
| ------------------------------------------- | ------------------------- | --------------------------------------------------- | ---------------------------------------------------- | ------------------------------------------------------------------------ | ----------------------------------------------------------- | ----------------------------------------------------------- | ---------------------------------------- | ----------------------------------------------------- | -------------------------------------- | ------------------------------------------------ | -------------------------------------------- | ------------------------------------ | ----------------------------------------- |
| ピーター・パーカー スパイダーマン           | ニコラス・ハモンド        | トビー・マグワイア                                  | トビー・マグワイア                                   | トビー・マグワイア                                                       | アンドリュー・ガーフィールド マックス・チャールズ（幼年期） | アンドリュー・ガーフィールド マックス・チャールズ（幼年期） | トム・ホランド                           | トム・ホランド                                        | トム・ホランド                         | トム・ホランド                                   | トム・ホランド                               | トム・ホランド                       |                                           |
| メイ・パーカー                              | ジェフ・ドネル            | ローズマリー・ハリス                                | ローズマリー・ハリス                                 | ローズマリー・ハリス                                                     | サリー・フィールド                                          | サリー・フィールド                                          | マリサ・トメイ                           | マリサ・トメイ                                        |                                        | マリサ・トメイ                                   | マリサ・トメイ                               | マリサ・トメイ                       |                                           |
| J・ジョナ・ジェイムソン                     | デヴィッド・ホワイト      | J・K・シモンズ                                      | J・K・シモンズ                                       | J・K・シモンズ                                                           |                                                             |                                                             |                                          |                                                       |                                        |                                                  | J・K・シモンズ                               | J・K・シモンズ                       |                                           |
| ロビー・"ロビー"・ロバートソン              | ヒリー・ヒックス          | ビル・ナン                                          | ビル・ナン                                           | ビル・ナン                                                               |                                                             |                                                             |                                          |                                                       |                                        |                                                  |                                              |                                      |                                           |
| ベン・パーカー                              |                           | クリフ・ロバートソン                                | クリフ・ロバートソン                                 | クリフ・ロバートソン                                                     | マーティン・シーン                                          | マーティン・シーン                                          |                                          |                                                       |                                        |                                                  |                                              |                                      |                                           |
| ノーマン・オズボーン – グリーン・ゴブリン   |                           | ウィレム・デフォー                                  | ウィレム・デフォー                                   | ウィレム・デフォー                                                       | 言及のみ                                                    | クリス・クーパー                                            |                                          |                                                       |                                        |                                                  |                                              | ウィレム・デフォー                   |                                           |
| ノーマン・オズボーン – グリーン・ゴブリン   | デイン・デハーン          | ウィレム・デフォー                                  | ウィレム・デフォー                                   | ウィレム・デフォー                                                       |                                                             |                                                             |                                          |                                                       |                                        |                                                  |                                              | ウィレム・デフォー                   |                                           |
| ハリー・オズボーン – ニューゴブリン         |                           | ジェームズ・フランコ                                | ジェームズ・フランコ                                 | ジェームズ・フランコ                                                     |                                                             |                                                             |                                          |                                                       |                                        |                                                  |                                              |                                      |                                           |
| ハリー・オズボーン – ニューゴブリン         |                           |                                                     |                                                      |                                                                          |                                                             |                                                             |                                          |                                                       |                                        |                                                  |                                              |                                      |                                           |
| メリー・ジェーン・ワトソン                  |                           | キルスティン・ダンスト                              | キルスティン・ダンスト                               | キルスティン・ダンスト                                                   |                                                             |                                                             |                                          | ゼンデイヤ                                            |                                        |                                                  | ゼンデイヤ                                   | ゼンデイヤ                           |                                           |
| ベティ・ブラント                            |                           | エリザベス・バンクス                                | エリザベス・バンクス                                 | エリザベス・バンクス                                                     |                                                             |                                                             |                                          | アンガーリー・ライス                                  |                                        |                                                  | アンガーリー・ライス                         | アンガーリー・ライス                 |                                           |
| フラッシュ・トンプソン                      |                           | ジョー・マンガニエロ                                |                                                      | ジョー・マンガニエロ                                                     | クリス・ジルカ                                              | クリス・ジルカ                                              |                                          | トニー・レヴォロリ                                    |                                        |                                                  | トニー・レヴォロリ                           | トニー・レヴォロリ                   |                                           |
| バーグラー                                  |                           | マイケル・パパジョン （クレジット: カージャッカー） | 言及のみ                                             | マイケル・パパジョン （クレジット: デニス・キャラダイン/カージャッカー） | Leif Gantvoort （クレジット: キャッシュレジスタ泥棒）       |                                                             |                                          |                                                       |                                        |                                                  |                                              |                                      |                                           |
| メンデル・ストローム                        |                           | ロン・パーキンス                                    |                                                      |                                                                          |                                                             |                                                             |                                          |                                                       |                                        |                                                  |                                              |                                      |                                           |
| カート・コナーズ博士 リザード               |                           | 言及のみ                                            | ディラン・ベイカー（カート・コナーズ博士としてのみ） | ディラン・ベイカー（カート・コナーズ博士としてのみ）                     | リス・エヴァンス                                            |                                                             |                                          |                                                       |                                        |                                                  |                                              | リス・エヴァンス                     |                                           |
| オットー・オクタビウス ドクター・オクトパス |                           |                                                     | アルフレッド・モリーナ                               |                                                                          |                                                             |                                                             |                                          |                                                       |                                        |                                                  |                                              | アルフレッド・モリーナ               |                                           |
| ジョン・ジェイムソン                        |                           |                                                     | ダニエル・ギリーズ                                   |                                                                          |                                                             |                                                             |                                          |                                                       |                                        |                                                  |                                              |                                      |                                           |
| グウェン・ステイシー                        |                           |                                                     |                                                      | ブライス・ダラス・ハワード                                               | エマ・ストーン                                              | エマ・ストーン                                              |                                          |                                                       |                                        |                                                  |                                              |                                      |                                           |
| ジョージ・ステイシー警部                    |                           |                                                     |                                                      | ジェームズ・クロムウェル                                                 | デニス・リアリー                                            | デニス・リアリー                                            |                                          |                                                       |                                        |                                                  |                                              |                                      |                                           |
| エディ・ブロック・Jr ヴェノム               |                           |                                                     |                                                      | トファー・グレイス                                                       |                                                             |                                                             |                                          |                                                       |                                        |                                                  |                                              | トム・ハーディ                       |                                           |
| フリント・マルコ サンドマン                 |                           |                                                     |                                                      | トーマス・ヘイデン・チャーチ                                             |                                                             |                                                             |                                          |                                                       |                                        |                                                  |                                              | トーマス・ヘイデン・チャーチ         |                                           |
| リチャード・パーカー                        |                           | 言及のみ                                            |                                                      |                                                                          | キャンベル・スコット                                        | キャンベル・スコット                                        |                                          |                                                       |                                        |                                                  |                                              |                                      |                                           |
| メリー・パーカー                            |                           | 言及のみ                                            |                                                      |                                                                          | エンベス・デイヴィッツ                                      | エンベス・デイヴィッツ                                      |                                          |                                                       |                                        |                                                  |                                              |                                      |                                           |
| マックス・ディロン エレクトロ               |                           |                                                     |                                                      |                                                                          |                                                             | ジェイミー・フォックス                                      |                                          |                                                       |                                        |                                                  |                                              | ジェイミー・フォックス               |                                           |
| アレクセイ・シツェヴィッチ ライノ           |                           |                                                     |                                                      |                                                                          |                                                             | ポール・ジアマッティ                                        |                                          |                                                       |                                        |                                                  |                                              |                                      |                                           |
| ドナルド・メンケン                          |                           |                                                     |                                                      |                                                                          |                                                             | コルム・フィオール                                          |                                          |                                                       |                                        |                                                  |                                              |                                      |                                           |
| アリスター・スマイス                        |                           |                                                     |                                                      |                                                                          |                                                             | B・J・ノヴァク                                              |                                          |                                                       |                                        |                                                  |                                              |                                      |                                           |
| エイドリアン・トゥームス / ヴァルチャー     |                           |                                                     |                                                      |                                                                          |                                                             |                                                             |                                          | マイケル・キートン                                    |                                        |                                                  |                                              |                                      |                                           |
| ハーマン・シュルツ / ショッカー             |                           |                                                     |                                                      |                                                                          |                                                             |                                                             |                                          | ローガン・マーシャル＝グリーン ボキーム・ウッドバイン |                                        |                                                  |                                              |                                      |                                           |
| アーロン・デイビス                          |                           |                                                     |                                                      |                                                                          |                                                             |                                                             |                                          | ドナルド・グローヴァー                                |                                        |                                                  |                                              |                                      |                                           |
| ティンカラー                                |                           |                                                     |                                                      |                                                                          |                                                             |                                                             |                                          | マイケル・チャーナス                                  |                                        |                                                  |                                              |                                      |                                           |
| マック・ガーガン                            |                           |                                                     |                                                      |                                                                          |                                                             |                                                             |                                          | マイケル・マンド                                      |                                        |                                                  |                                              |                                      |                                           |
| クエンティン・ベック/ミステリオ             |                           |                                                     |                                                      |                                                                          |                                                             |                                                             |                                          |                                                       |                                        |                                                  |                                              |                                      |                                           |
| ディミトリ・スメルダコフ                    |                           |                                                     |                                                      |                                                                          |                                                             |                                                             |                                          |                                                       |                                        |                                                  |                                              |                                      |                                           |
| トニー・スターク / アイアンマン             |                           |                                                     |                                                      |                                                                          |                                                             |                                                             | ロバート・ダウニー・Jr                   | ロバート・ダウニー・Jr                                | ロバート・ダウニー・Jr                 | ロバート・ダウニー・Jr                           |                                              |                                      |                                           |
| キャプテン・アメリカ                        |                           |                                                     |                                                      |                                                                          |                                                             |                                                             | クリス・エヴァンス                       | クリス・エヴァンス                                    | クリス・エヴァンス                     | クリス・エヴァンス                               |                                              |                                      |                                           |
| ハッピー・ホーガン                          |                           |                                                     |                                                      |                                                                          |                                                             |                                                             |                                          | ジョン・ファヴロー                                    |                                        | ジョン・ファブロー                               | ジョン・ファブロー                           |                                      |                                           |
| アン・マリー・ホーグ                        |                           |                                                     |                                                      |                                                                          |                                                             |                                                             |                                          | タイン・デイリー                                      |                                        |                                                  |                                              |                                      |                                           |
| ネッド・リーズ                              |                           |                                                     |                                                      |                                                                          |                                                             |                                                             |                                          | ジェイコブ・バタロン                                  | ジェイコブ・バタロン                   | ジェイコブ・バタロン                             | ジェイコブ・バタロン                         | ジェイコブ・バタロン                 |                                           |
| リズ                                        |                           |                                                     |                                                      |                                                                          |                                                             |                                                             |                                          | ローラ・ハリアー                                      |                                        |                                                  |                                              |                                      |                                           |
| ドクター・ストレンジ                        |                           |                                                     |                                                      |                                                                          |                                                             |                                                             |                                          |                                                       | ベネディクト・カンバーバッチ           | ベネディクト・カンバーバッチ                     |                                              | ベネディクト・カンバーバッチ         |                                           |
| スタン・リー（カメオ）                      |                           | 見物者                                              | 見物者                                               | タイムズスクエアの男                                                     | 図書館の老人                                                | Graduation Guest                                            | 宅配人                                   | 近隣住民                                              | スクールバスの運転手                   | ドライバー                                       |                                              |                                      |                                           |
| ブルース・キャンベル（カメオ）              |                           | リング・アナウンサー                                | スノーティ・アッシャー                               | メイター・D                                                              |                                                             |                                                             |                                          |                                                       |                                        |                                                  |                                              |                                      |                                           |

## 評価

### 興行成績
最初の3本の『スパイダーマン』は北米における公開初日記録を更新した。北米興行収入はマーベル・コミック原作の映画作品としては『スパイダーマン』が3位、『スパイダーマン2』が4位、『スパイダーマン3』が5位の記録である。スーパーヒーロー映画としては『スパイダーマン』が5位、『スパイダーマン2』が6位、『スパイダーマン3』が7位となっている。さらにソニー/コロンビア製作の映画としては最も成功した3作である。
| 作品                                                               | 公開日         | 興行収入     | 興行収入     | 興行収入       | 順位     | 順位       | 製作費       | 出典    |
| 作品                                                               | 公開日         | 北米         | 北米以外     | 全世界         | 北米歴代 | 全世界歴代 | 製作費       | 出典    |
| ------------------------------------------------------------------ | -------------- | ------------ | ------------ | -------------- | -------- | ---------- | ------------ | ------- |
| スパイダーマン                                                     | 2002年5月3日   | $403,706,375 | $418,002,176 | $821,708,551   | 24       | 65         | $139,000,000 | [ 128 ] |
| スパイダーマン2                                                    | 2004年6月30日  | $373,585,825 | $410,180,516 | $783,766,341   | 34       | 74         | $200,000,000 | [ 129 ] |
| スパイダーマン3                                                    | 2007年5月4日   | $336,530,303 | $554,341,323 | $890,871,626   | 47       | 46         | $258,000,000 | [ 130 ] |
| アメイジング・スパイダーマン                                       | 2012年7月3日   | $262,030,663 | $490,185,894 | $752,216,557   | 96       | 82         | $230,000,000 | [ 131 ] |
| アメイジング・スパイダーマン2                                      | 2014年5月2日   | $202,853,933 | $506,128,390 | $708,982,323   | 180      | 98         | $250,000,000 | [ 132 ] |
| スパイダーマン:ホームカミング                                      | 2017年7月7日   | $334,201,140 | $545,965,784 | $880,166,924   | 49       | 49         | $175,000,000 | [ 133 ] |
| スパイダーマン:ファー・フロム・ホーム                              | 2019年7月2日   |              |              | $1,131,927,996 |          |            | $160,000,000 |         |
| スパイダーマン:ノー・ウェイ・ホーム                                | 2021年12月17日 |              |              | $1,901,232,550 |          |            | $200,000,000 |         |
| スパイダーマン:スパイダーバース                                    | 2018年12月14日 |              |              | $375,540,831   |          |            | $90,000,000  |         |
| スパイダーマン:アクロス・ザ・スパイダーバース                      | 2023年6月2日   |              |              |                |          |            |              |         |
| スパイダーマン:ビヨンド・ザ・スパイダーバース                      | 2024年3月29日  |              |              |                |          |            |              |         |
| 合計                                                               |                |              |              |                |          |            |              |         |
| 備考 - (A) インフレーション調整版の順位（Box Office Mojoによる）。 |                |              |              |                |          |            |              |         |

### 批評家のレビュー
| 作品                                  | Rotten Tomatoes   | Metacritic      |
| ------------------------------------- | ----------------- | --------------- |
| スパイダーマン                        | 89% (216 reviews) | 73 (37 reviews) |
| スパイダーマン2                       | 93% (242 reviews) | 83 (41 reviews) |
| スパイダーマン3                       | 63% (242 reviews) | 59 (40 reviews) |
| アメイジング・スパイダーマン          | 73% (263 reviews) | 66 (42 reviews) |
| アメイジング・スパイダーマン2         | 53% (249 reviews) | 53 (49 reviews) |
| スパイダーマン:ホームカミング         | 92% (399 reviews) | 73 (51 reviews) |
| スパイダーマン:ファー・フロム・ホーム | 90% (452 reviews) | 69 (55 reviews) |
| スパイダーマン:ノー・ウェイ・ホーム   | 93% (421 reviews) | 71 (60 reviews) |
| スパイダーマン:スパイダーバース       | 97% (394 reviews) | 87 (50 reviews) |

### アカデミー賞
『スパイダーマン』と『スパイダーマン2』は共にアカデミー視覚効果賞にノミネートされ、後者は受賞も果たした。また『スパイダーマン』はアカデミー音響編集賞、『スパイダーマン2』はアカデミー録音賞にノミネートされた。
『スパイダーマン:スパイダーバース』は、ソニ・ピクチャーズ制作・配給の映画では初のアカデミー長編アニメ映画賞を受賞。